# St. Johannis (Aubstadt)

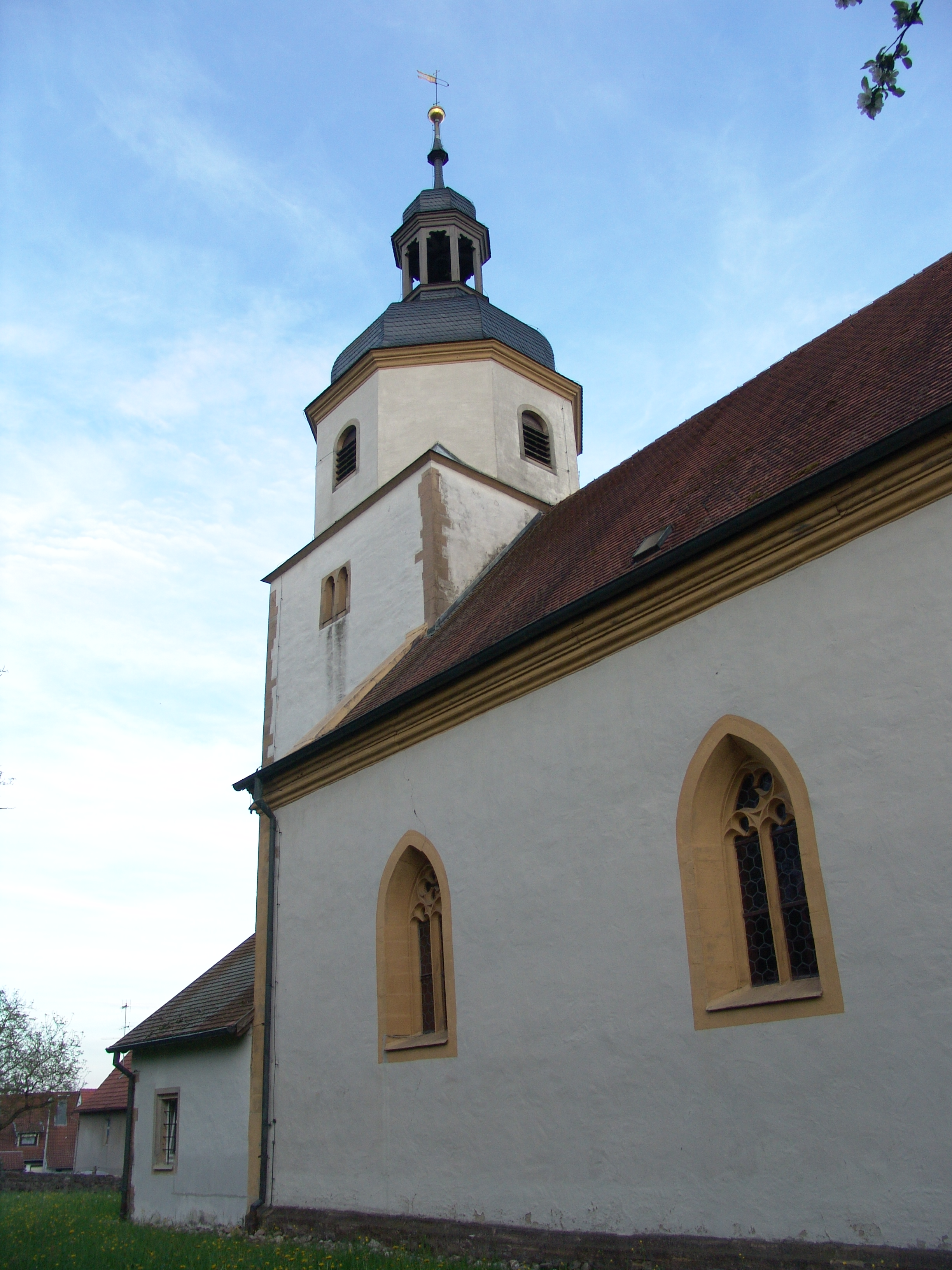
St. Johannis (Aubstadt)

Die Evangelische Kirche St. Johannis ist ein denkmalgeschütztes Kirchengebäude, das in der Gemeinde Aubstadt im Landkreis Rhön-Grabfeld (Unterfranken, Bayern). Das Bauwerk ist unter der Denkmalnummer D-6-73-113-1 als Baudenkmal in die Bayerische Denkmalliste eingetragen. Die Kirche gehört zur Kirchengemeinde Aubstadt im Evangelisch-Lutherischen Dekanat Bad Neustadt an der Saale im Kirchenkreis Ansbach-Würzburg der Evangelisch-Lutherischen Kirche in Bayern.

## Beschreibung
Der Chorturm der Saalkirche stammt aus dem 14. Jahrhundert. Er wurde 1610 mit einem achteckigen Geschoss aus verputztem Holzfachwerk aufgestockt und mit einer Welschen Haube bedeckt. In seinem Glockenstuhl hängen drei Kirchenglocken. An seiner Nordseite wurde die Sakristei errichtet. Das mit einem Satteldach bedeckte Langhaus wurde 1608–13 an den Chorturm angebaut.